# Mniobia modesta
Mniobia modesta is een raderdiertjessoort uit de familie Philodinidae. De wetenschappelijke naam van deze soort is voor het eerst geldig gepubliceerd in 1951 door Donner.